# Bezová matička
Bezová matička (dánsky Hyldemoer) je pohádka od dánského spisovatele Hanse Christiana Andersena, jedna ze 156 pohádek, které autor napsal. Poprvé vyšla v roce 1844 v časopise Den æstetiske årbog Gæa. Do češtiny byla pohádka přeložena také pod názvem Bezová maminka a Bezinka a je součástí různých souborů Andersenovy tvorby. Poprvé se v češtině objevila v knize Čarovné zjevy: výbor H.C. Andersenových báchorek a povídek pro mládež, která vyšla roku 1890, přeložil ji Jan Dolenský. V roce 1901 ji přeložil Jaroslav Vrchlický. Ilustrována byla Hansem Tegnerem.
Pohádka vypráví o chlapci, který se vrátí domů mokrý a prochladlý a dostane na zahřátí bezový odvar. Maminka pozve vypravěče pohádek, který chlapci vypráví o tom, jak bezová matička připomněla starému manželskému páru jejich život. Bezová matička je určena spíše pro děti, ale i dospělí si příběhu naleznou své, díky autorovu zamyšlení o chodu života.

## Děj
Pohádka vypráví o chlapci, který přišel domů prochladlý a s mokrýma nohama. Jeho maminka nechápala, jak se to mohlo stát, když je všude sucho, ale odstrojila ho, uložila do postele a dala se do přípravy bezového odvaru na zahřátí. V té chvíli přišel do dveří starý pán, který bydlel ve stejném domě, v horním patře. Maminka chlapci sdělila, že tento muž nejlépe vypráví pohádky, ale muž řekl chlapci, že mu nepoví pohádku, dokud mu nesdělí, jak hluboká je strouha v ulici, kam chodí do školy. Tak se maminka dozvěděla, proč měl chlapec mokré nohy.
Muž se snažil přijít na nějakou novou pohádku a inspiroval se bezovým odvarem. Začal vyprávět. Povídal, že nová pohádka je v čajové konvici s odvarem. Hoch se díval na konvici, v níž se zvedal bezový květ a začaly mu růst větve, až z něj nakonec byl strom. Uprostřed stromu seděla stará paní a chlapec se zeptal, jak se tato stará paní jmenuje. Starý pán mu řekl, že staří Římané a Řekové jí říkali dryáda, ale my jí říkáme bezová matička. Poté začal starý pán vyprávět o bezovém stromu na předměstí, kde bezová matička promlouvala ke staršímu manželskému páru, který pod stromem seděl na lavičce. Manželskému páru se blížila zlatá svatba.

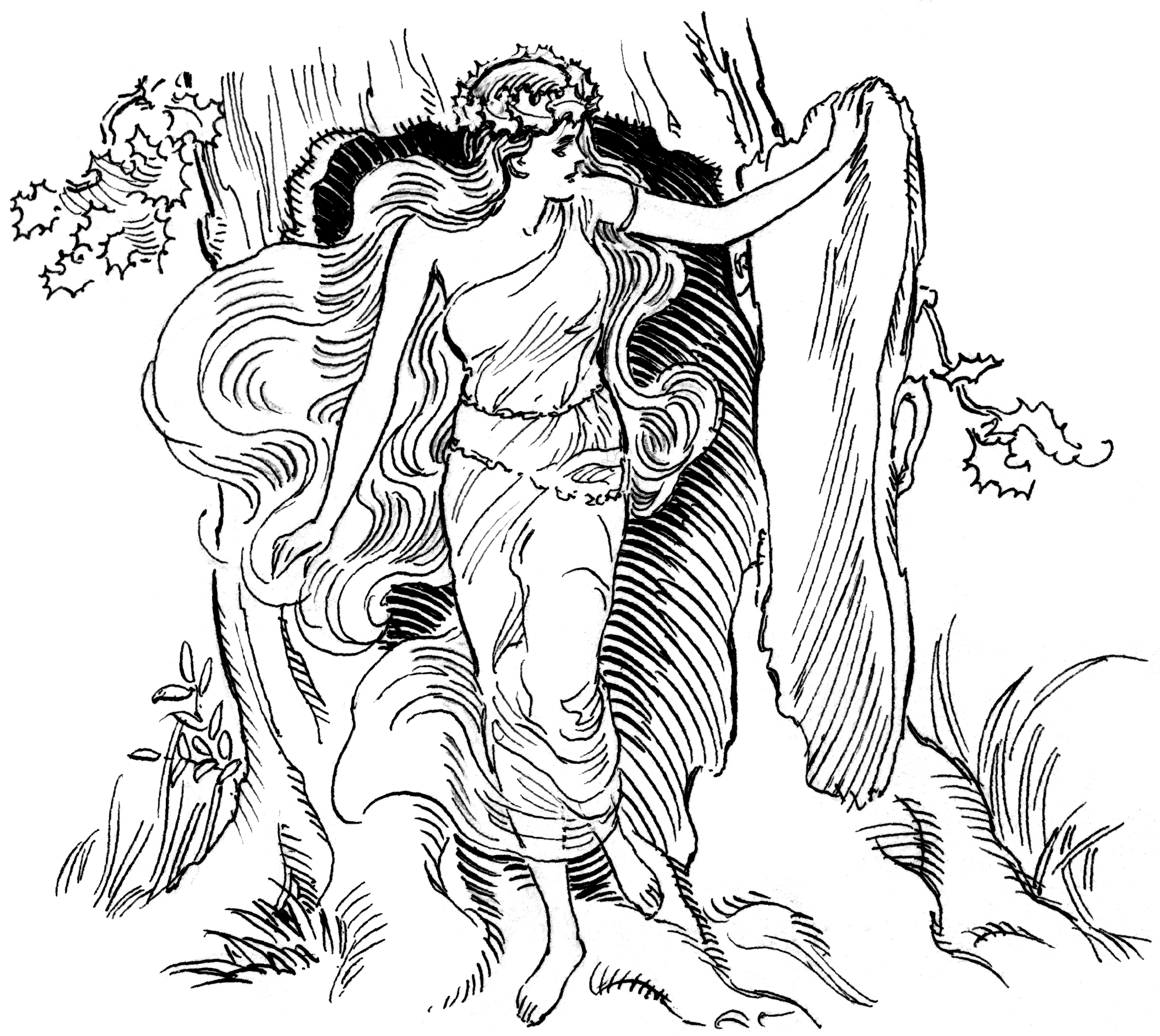
Dryáda

Při tom, co se snažili vzpomenout si, kdy výročí svatby mají, začali vzpomínat na celý svůj společný život, až si nakonec vzpomněli i na den výročí svatby. Bezová matička jim celou dobu napovídala, aby si vzpomněli lépe, ale o tom oni nevěděli. Chlapec ale řekl, že tohle nebyla žádná pohádka. Bezová matička mu ale odvětila, že kdyby to nebyla pohádka, jak by mohla vylézt z čajové konvice? Potom pravila, že mu teda poví lepší pohádku. Zvedla chlapce z postele, přivinula ho k hrudi a kolem celého jeho tělíčka se ovinuly její větve, listy a květy.
Obletěli společně několik míst, navštívili je v několika ročních obdobích a trvalo jim to několik let, až z chlapce byl nakonec starý pán. Poté se ocitl chlapec zpátky doma ve své posteli a nebyl si jistý, zda se vše opravdu stalo a nebo se mu to jen zdálo, ale pronesl, že to bylo velmi krásné. Bezová matička byla totiž vzpomínka.

## Přijetí díla
Spisovatel Hans Christian Andersen napsal mnoho pohádek a Bezová matička je jedna z méně známých. Známější jsou například Malá mořská víla, Ošklivé káčátko, Sněhová královna nebo Císařovy nové šaty. Celkový pohled na tvorbu pohádek Hanse Christiana Andersena zmínil Jiří Trnka, který mnoho pohádek tohoto spisovatele ilustroval, včetně Bezové matičky. Často se objevuje názor, že Andersen psal pohádky, které jsou vhodné spíše pro dospělé. Jiří Trnka napsal, že „celý jejich ironický či satirický podtón je vlastně určen dospělým čtenářům. A přesto je děti milují a výborně chápou“.. O tomto tématu psala ve svém článku i Helena Březinová, která zmínila, že „V jistém smyslu své pocity a životní zkušenosti mnohem upřímněji vyjadřoval v pohádkách. Příbězích tak smutných, že snad ani nemohou být pro děti.“. Přímo pohádku Bezová matička Jiří Trnka popsal jako „umělecký symbol manželského života“, což opět otevírá téma, zda je pohádka opravdu určena dětem.
Elliott Schreiber v knize Rulers of Literary Playgrounds uvedl, že pohádka je Andersenovou odpovědí na Ludwiga Tiecka a jeho pohádku Elfové (1811), která stanovila výraznou dichotomii mezi světem pohádky a světem hry a mezi dospělými a dětmi. Bezová matička podle něj tyto rozdíly ruší a pracuje s „reciprocitním“ vztah mezi starší a mladší generací. Na jednu stranu oslavuje schopnost dítěte užívat si imaginativní hry s jen drobným popostrčením ze strany dospělého vypravěče, na druhou stranu je sama pohádka (a její popis série proměn) imaginativní hrou, kterou přináší sám vypravěč.
O Andersenovi je známo, že do svých pohádek často promítal svůj život a mnohdy jsou jeho pohádky smutné a mají nešťastný konec. Pohádka Bezová matička je ale spíše jedna z těch veselejších a šťastnějších a svým vyzněním připomíná Ovidiem zpracovanou pověst o Filémónovi a Baucidě. Zoe Jaquesová si povšimla, že pohádka seznamuje děti s motivem milostné přitažlivosti mezi pohlavími – bezová matička je symbolem oddanosti, milostné věrnosti a bezpečného sebevyjadáření ve šťastném manželství plném šťastných vzpomínek.